# Пол ван Химст
Пол Гијом ван Химст (хол. Paul Guillaume van Himst; рођен 2. октобра 1943. у Синт Питерс Леуву, Белгија) бивши је белгијски фудбалер, играо је за фудбалску репрезентацију Белгије. 
Пол ван Химст је дебитовао за репрезентацију 19. октобра 1960. против Шведске. Био је учесник Светског првенства 1970. у Мексику и Европског првенства 1972 у Белгији.
Од малих ногу је тренирао фудбал у Андерлехту, а од 1959. године је играо за први тим са којим је освојио осам титула првака државе и постигао 234 гола на 456 утакмица. После 1975. кратко је играо за Моленбек и Ендрахт Алст.
Био је тренер Андерлехта (1983 – 1986), Моленбека (1987 – 1988) и селектор репрезентације Белгије (1991 – 1996).

## Успеси

### Клуб
Андерлехт
- Првенство Белгије: 1961/62, 1963/64, 1964/65, 1965/66, 1966/67, 1967/68, 1971/72, 1973/74.
- Куп Белгије: 1964/65, 1971/72, 1972/73, 1974/75.
- Куп сајамских градова: 1969/70 (финалисти)[2][3]

### Репрезентација
Белгија
- Европско првенство: 1972. (треће место)[4]